# Vjekoslav Luburić
Vjekoslav "Maks" Luburić, född 6 mars 1914 i Humac vid Ljubuški i nuvarande Bosnien och Hercegovina som vid hans födelse var ett österrikiskt-ungerskt protektorat, död (mördad) 20 april 1969 i Carcagente i Spanien, var en kroatisk general och medlem av Ustaša i dåvarande Oberoende staten Kroatien, en under andra världskriget med Nazityskland allierad marionettstat. Han är halvbror till Nada Tanić Luburić.

## Biografi
Luburić var chef för Ustašas kontrolltjänst (Ustaška nadzorna služba, akronym UNS) som hade det övergripande ansvaret för koncentrationslägren i Oberoende staten Kroatien, däribland Jasenovac, beläget cirka 100 kilometer sydost om Zagreb.
I början av andra världskriget var Luburić befälhavande general i den Oberoende staten Kroatien som styrdes av Ustaša med Ante Pavelić som riksföreståndare (poglavnik). Geografiskt omfattade Oberoende staten Kroatien större delen av dagens Kroatien och Bosnien och Hercegovina samt mindre delar av Slovenien och Serbien. Luburić hade särskilt ansvar för området kring floden Drina.
I slutet av andra världskriget, då Oberoende staten Kroatien hade kapitulerat, ledde Luburić de så kallade Korsfararna (Križari), en paramilitär bataljon. I maj år 1945 kapitulerade Luburić och Pavelić till allierade styrkor.
Efter kriget var Luburić aktiv i flera kroatiska emigrantorganisationer, bland annat Kroatiskt nationellt motstånd (Hrvatski narodni otpor). Han mördades i Spanien år 1969 av agenten Ilija Stanić från den jugoslaviska säkerhetstjänsten UDBA.

## Översättning
- Delar av artikeln är översatta från den engelskspråkiga versionen 25 januari 2007.